# Acinopterus inflatus
Acinopterus inflatus är en insektsart som beskrevs av Lawson 1927. Acinopterus inflatus ingår i släktet Acinopterus och familjen dvärgstritar. Inga underarter finns listade i Catalogue of Life.